# Mercedes Agulló
Mercedes Agulló y Cobo (Madrid, 23 de octubre de 1925- El Puerto de Santa María, 4 de enero de 2019) fue una historiadora española conocida por sus investigaciones sobre La vida de Lazarillo de Tormes hechas públicas en 2010 atribuyendo la que es considerada como primera novela moderna, y embrión de Don Quijote de la Mancha, a Diego Hurtado de Mendoza. La documentación encontrada por Agulló en la testamentaría del cronista López de Velasco, albacea de Diego Hurtado de Mendoza, así lo acreditarían.

## Trayectoria
Estudió el bachillerato en el Instituto Nacional Lope de Vega de Madrid y, posteriormente, en la Facultad de Filosofía y Letras de la Universidad Complutense de Madrid donde se licenció en Historia con Premio Extraordinario Fin de Carrera y con el segundo mejor expediente de todo el distrito universitario. Se doctoró en esa misma universidad con la tesis titulada La imprenta y el comercio de libros en Madrid. Siglos XVI-XVII en 1991.
Comenzó trabajando en la Hemeroteca Nacional, dependiente del Ministerio de Información y Turismo, donde, y por oposición, pasó a ser Jefa de Negociado de primera clase, cargo del que pidió la excedencia al obtener por concurso-oposición el cargo de directora de los Museos Municipales de Madrid. Fue profesora de español para extranjeros en la Universidad Internacional de Santander; becaria del Consejo Superior de Investigaciones Científicas (CSIC), donde se inició en los trabajos de bibliografía con el escritor Joaquín de Entrambasaguas y el filólogo José Simón Díaz.
Miembro de número del Instituto de Estudios Madrileños, del que fue vicesecretaria, fue asimismo directora de distintas revistas: Villa de Madrid, Gaceta del Museo Municipal y Estudios de Prehistoria y Arqueología Madrileñas.  
Durante sus once años al frente de los Museos Municipales se hicieron, bajo su dirección, algunas de las más importantes exposiciones de tema relacionado con Madrid. Entre ellas, cabe destacar: Madrid, testimonios de su historia hasta 1875, con la que se reinauguró el Museo, que había permanecido cerrado más de 25 años; Madrid D.F., la primera muestra de arte rigurosamente contemporáneo en una institución oficial; las dedicadas a los arquitectos Juan Gómez de Mora, Juan de Villanueva y Ventura Rodríguez; a la pintura vasca, murciana y catalana, o la de Pintura británica contemporánea. Hasta un total de cincuenta exposiciones, sin olvidar la tarea de ordenación, catalogación y restauración de los fondos museísticos, de los que carecía totalmente la institución.
Destaca su labor en el campo de la historiografía del libro, de la pintura, de la escultura o del teatro, que llevó a la Universidad de Massachusetts (Boston) a la creación de la Biblioteca Digital Mercedes Agulló y Cobo,en la que se recogen todas sus publicaciones así como se presentan sus últimas obras. También es importante su labor de investigación en archivos nacionales y parroquiales, que le valió la consideración de destacada paleógrafa, como queda reflejado en su gran número de trabajos documentales, siempre basados en transcripciones propias.
En marzo de 2010 Mercedes Agulló en su obra A vueltas con el autor del Lazarillo dio a conocer una investigación en que, partiendo del descubrimiento en unos papeles de Diego Hurtado de Mendoza con la frase «un legajo de correcciones hechas para la impresión de Lazarillo y Propaladia», postuló «una hipótesis seria sobre la autoría del Lazarillo que, fortalecida por otros hechos y circunstancias, apunta sólidamente en la dirección de don Diego». La hipótesis retoma una tradicional atribución, pues en 1607, en el catálogo de escritores españoles Catalogus Clarorum Hispaniae scriptorum, que fue redactado por el flamenco Valerio Andrés Taxandro, se dice que Diego Hurtado de Mendoza «compuso [...] el libro de entretenimiento llamado Lazarillo de Tormes». Otros autores del siglo XVII, así como el Diccionario de Autoridades de la Real Academia Española (1726-1739), mencionan esta atribución, que alcanzó cierta fortuna, sobre todo en el siglo XIX.

## Obra (selección)
- Relaciones de sucesos, 1477-1619, CSIC, Madrid, 1966.
- Documentos sobre médicos españoles de los siglos XVI al XVIII, Salamanca, Universidad de Salamanca, 1969.[10]
- Madrid en sus diarios (5 vols.), Madrid, Universidad Complutense-CSIC, 5 vols. 1961-1972.
- El licenciado Jerónimo de Quintana: cronista madrileño. Instituto de Estudios Madrileños, 1974.[11]
- Documentos sobre escultores, entalladores y ensambladores de los siglos XVI al XVIII, Universidad de Valladolid, Secretariado de Publicaciones, 1978. ISBN 84-600-1280-8
- Noticias sobre pintores madrileños de los siglos XVI y XVII, Universidad de Granada, 1978. ISBN 84-338-0082-5
- Más noticias sobre pintores madrileños de los siglos XVI al XVIII, Ayuntamiento de Madrid, 1981. ISBN 84-500-4974-1
- La imprenta y el comercio de libros en Madrid (siglos XVI-XVIII), Universidad Complutense de Madrid, (tesis de la facultad de Geografía e Historia), 1991, 2 vols.
- «Primera entrega documental sobre teatro en Andalucía», En torno al teatro del Siglo de Oro: actas de las jornadas XII-XIII celebradas en Almería, coord. por José Juan Berbel Rodríguez, 1996, págs. 37-46. ISBN 84-8108-115-9.[12]
- «El convento de San Diego de Alcalá», Cuadernos de arte e iconografía, t. 12, n.º 23, 2003, págs. 3-76. ISSN 0214-2821.[13]
- «Don José de Cañizares», En torno al teatro del siglo de oro: XVI-XVII Jornadas de Teatro del Siglo de Oro, coord. por Olivia Navarro, Antonio Serrano Agulló, 2004, págs. 133-152. ISBN 84-8108-303-8.[14]
- Documentos para la historia de la escultura española, Fundación de Apoyo a la Historia del Arte Hispánico, 2005. ISBN 84-933914-3-3.[15]
- Nuevos documentos para la historia de la pintura española (3 vols.), Fundación de Apoyo a la Historia del Arte Hispánico, 2006. ISBN 84-933914-7-6
- A vueltas con el autor del Lazarillo, Madrid, Calambur, (Biblioteca Litterae, 21), 2010. ISBN 978-84-8359-175-8
- Huertas y jardines madrileños, siglos XVI-XVII.  Joseph P. Healey Library (Umass Boston), Boston, 2015.[16]
- Al servicio de Su Majestad Joseph P. Healey Library (UMass Boston), Boston, 2015.[17]
- Arcabuceros y armeros en la Corte española Joseph P. Healey Library (UMass Boston), Boston, 2015.[18]
- Documentos del monasterio de Santo Domingo el Real de Madrid, Siglo XIII: 1229-1295. Joseph P. Healey Library (UMass Boston), Boston, 2016.[19]
- Ciento cuatro documentos sobre teatro madrileño, 1582-1760. Joseph P. Healey Library (UMass Boston), Boston, 2016.[20]
- Plateros y obras de plata del Monasterio de El Paular, Joseph P. Healey Library (UMass Boston), Boston, 2016.[21]
- Pintores, escultores y oficios complementarios en el Cádiz de 1829. Joseph P. Healey Library (UMass Boston), Boston, 2016.
- Extranjeros en España, siglos XVI a XVII, Joseph P. Healey Library (UMass Boston), Boston, 2016.[22]

## Reconocimientos
Tiene la Orden del Imperio Británico, título que se le concedió con ocasión de la visita de S.M. la Reina Isabel II de Inglaterra a la inauguración de la Exposición Wellington en España.
En 2020, fue incluida dentro del proyecto “Mujeres Investigadoras en los Archivos Estatales (1900-1970)” para la descripción archivística y creación de un micrositio específico en el Portal de Archivos Españoles (PARES), desarrollado entre 2020-2023. Este proyecto ha sido impulsado por la Subdirección General de Archivos Estatales, con el objetivo visibilizar la labor de investigación realizada en España por las mujeres en el intervalo 1900-1970 partiendo de los registros documentales que se conservan en los Archivos de Gestión de los AAEE del Ministerio de Cultura (el Archivo Histórico Nacional, el Archivo de la Corona de Aragón, el Archivo General de Simancas, el Archivo General de Indias, el Archivo de la Real Chancillería de Valladolid, el Archivo General de la Administración y el Centro de Información Documental de Archivos).